# Wolfgang Haider
Wolfgang Haider (* 4. Juli 1956 in Saalbach-Hinterglemm) ist ein österreichischer Politiker (FPÖ) und Gastwirt. Er war von 1994 bis 1999 Abgeordneter zum Salzburger Landtag und von 1997 bis 1999 dessen dritter Präsident. 

## Ausbildung und Beruf
Wolfgang Haider wurde in Saalbach-Hinterglemm geboren und besuchte von 1962 bis 1966 die Volksschule in seiner Heimatgemeinde Saalbach. Er wechselte danach 1966 an die Schihauptschule in St. Johann im Pongau und bildete sich dort bis 1970 weiter. Ab 1970 absolvierte er die Hotelfachschule in Bad Hofgastein, die er 1973 abschloss. Nach diversen Praktikumstellen im Gastgewerbe machte sich Haider 1976 als Hotelier in Saalbach selbständig. Er betreibt hier das „Haider Chalet-Hotel“. In die Kritik geriet Haider 2009 im Zuge eines Bauprojekts. Haider ließ dort ein früheres Hotel abreißen, um von einem niederländischen Tourismuskonzern 35 Wohnungen bauen zu lassen. Kritiker befürchteten in der Folge ein weiteres Ausufern der Zweitwohnsitze in Saalbach.

## Politik und Funktionen
Wolfgang Haider trat der Freiheitlichen Partei Österreichs bei und fungierte innerparteilich von 1995 bis 1998 als Bezirksparteiobmann der FPÖ im Pinzgau. Er wurde am 2. Mai 1994 als Abgeordneter im Salzburger Landtag angelobt und fungierte von 1994 bis 1997 als Klubobmann des FPÖ-Landtagsklubs. Nach dem Mandatsverzicht der Landtagsabgeordneten und Dritten Landtagspräsidentin Inge Stuchlik wurde Haider am 11. November 1997 als neuer Dritter Landtagspräsident vereidigt. Am 26. April 1999 schied Haider aus dem Landtag aus. Nach parteiinternen Machtkonflikten zwischen Karl Schnell und anderen FPÖ-Spitzenfunktionären wurde Wolfgang Haider im Jahr 200? aus der Freiheitlichen Partei Österreichs ausgeschlossen.
Haider war von 1985 bis 1994 Funktionär der Salzburger Wirtschaftskammer-Sektion Tourismus und fungierte zwischen 1998 und 2001 als Obmann des Fremdenverkehrsverbandes Saalbach-Hinterglemm.

## Auszeichnungen
- Silbernes Ehrenzeichen des Landes Salzburg (1999)